# حارة اللكمة (صنعاء)
حارة اللكمة هي إحدى حارات حي السواد بضواحي الأمانة مديرية سنحان وبني بهلول، بلغ تعداد سكانها 1642 نسمة حسب تعداد اليمن لعام 2004.